# Münsterappel
Münsterappel település Németországban, Rajna-vidék-Pfalz tartományban. Lakosainak száma 484 fő (2023. december 31.).

## Népesség
A település népességének változása:
| Lakosok száma | 546  | 481  | 463  | 496  | 490  | 484  |
|               | 1975 | 2017 | 2019 | 2021 | 2022 | 2023 |